# Diaulinopsis albiscapus
Diaulinopsis albiscapus är en stekelart som först beskrevs av Girault 1916.  Diaulinopsis albiscapus ingår i släktet Diaulinopsis och familjen finglanssteklar. Inga underarter finns listade i Catalogue of Life.